# دایملر ال۲۱
دایملر ال۲۱ (به انگلیسی: Daimler L21) یک هواپیمای ساختِ کارخانهٔ دایملر-موتورن-گیزلشافت در کشور آلمان است. این هواپیما برای نخستین بار در ۱۹۲۵ میلادی مورد استفاده قرار گرفت.